# Aurora (křižník)
Aurora (rusky Аврора, správným přepisem Avrora) je ruský chráněný křižník třídy Pallada, který v současnosti slouží jako muzeum v Petrohradu. Loď byla nasazena v rusko-japonské válce, první světové válce a v roce 1917 se stala symbolem bolševické revoluce v Rusku. Od roku 1957 slouží jako muzeum.

## Stavba

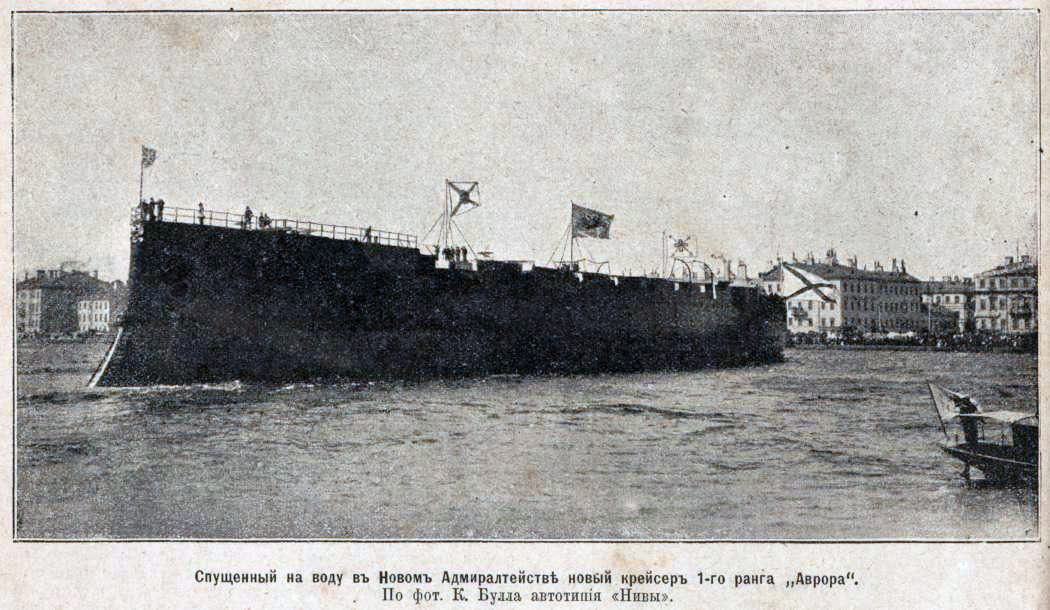
Trup Aurory při spuštění na vodu

Aurora byla třetím a posledním křižníkem třídy Pallada (měla sesterské lodě Pallada a Diana). Postavena byla v Petrohradu v letech 1897–1903 (kýl byl založen 4. června 1897, spuštěna na vodu byla 24. května 1900).

## Konstrukce
Hlavní pancéřovou ochranou lodi byla pancéřová paluba o síle 50–75 mm, jejíž šikmé části zasahovaly až pod čáru ponoru. Hlavní výzbroj lodi tvořilo osm 152mm kanónů vzor 1892, zbraně kryly pancéřové štíty (po jednom byly na přídi a na zádi, zbylých šest bylo na bocích trupu). Dále loď nesla 24 kusů 75mm děl a osm 37mm děl. Nesla také tři 381mm torpédomety (po jednom na přídi a na bocích).
Páru dodávalo 24 vodotrubných kotlů Belleville vytápěných uhlím. Pohon zajišťovaly tři tříválcové sdružené parní stroje s trojnásobnou expanzí a s přímým pohonem šroubů.
| typ válce   | ⌀ válce | zdvih pístu | tlak páry |
| ----------- | ------- | ----------- | --------- |
| vysokotlaký | 800 mm  | 870 mm      | 12,9 atp  |
| středotlaký | 1273 mm | 870 mm      | 5,5 atp   |
| nízkotlaký  | 1900 mm | 870 mm      | 2,2 atp   |

Vnější lodní šrouby měly průměr 4,09 m a prostřední lodní šroub měl průměr 3,50 m. Při zkouškách loď dosáhla maximální rychlosti 19,2 uzlu, při 135 ot/min a výkonu strojů po 3870 koních. (Maximální výkon každého ze strojů byl 4100 k, tedy cca 3016 kW, ale při 150 ot/min. Tohoto výkonu se ale na lodi nikdy nepodařilo dosáhnout, takže 20uzlové rychlosti předpokládané v projektu nikdy nemohlo být dosaženo.)

## Služba

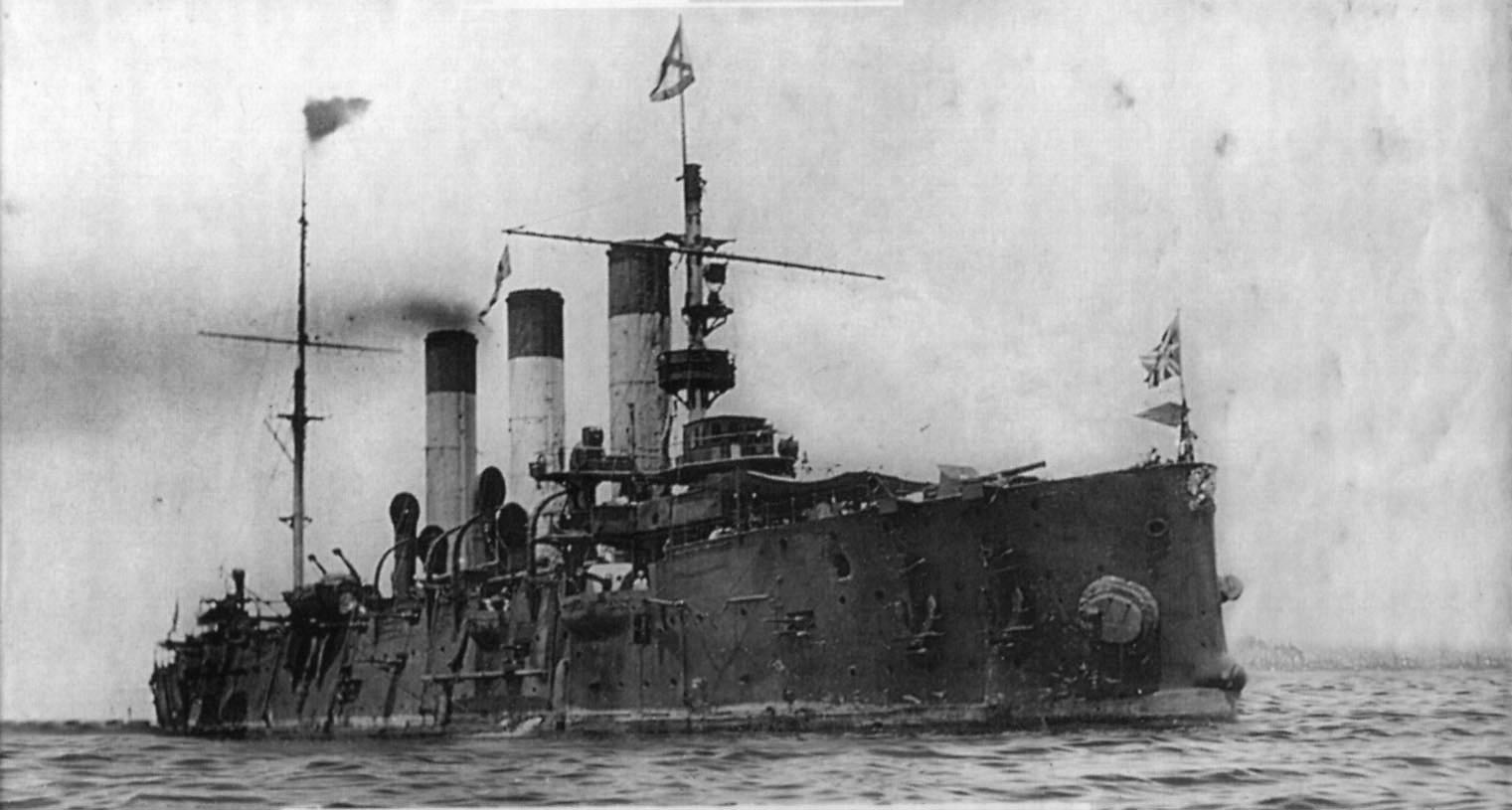
Aurora v roce 1905 v Manile. Na snímku jsou vidět stopy poškození z bitvy u Cušimy.

Prvním bojovým nasazením lodi byla rusko-japonská válka. Aurora byla přeřazena z Baltského loďstva do nově zformované 2. pacifické eskadry. Ta byla, pod velením admirála Rožestvenského, vyslána z Evropy na Dálný Východ, kde Japonské císařské námořnictvo zablokovalo zdejší ruskou eskadru v přístavu Port Arthur. Celý náročný přesun trval od října 1904 do května 1905 a během přesunu byla loď lehce poškozena v Incidentu na Dogger Bank. Bojový křest lodi nastal v bitvě u Cušimy, ve které japonské námořnictvo drtivě zvítězilo. Lodi se podařilo probít z bojiště a byla poté krátce internována v Manile (to samé provedly křižníky Oleg a Žemčug).
Po návratu k Baltskému loďstvu loď sloužila k výcviku a podnikla řadu zámořských plaveb. V roce 1911 se například v Bangkoku účastnila oslav korunovace thajského krále Rámy VI.

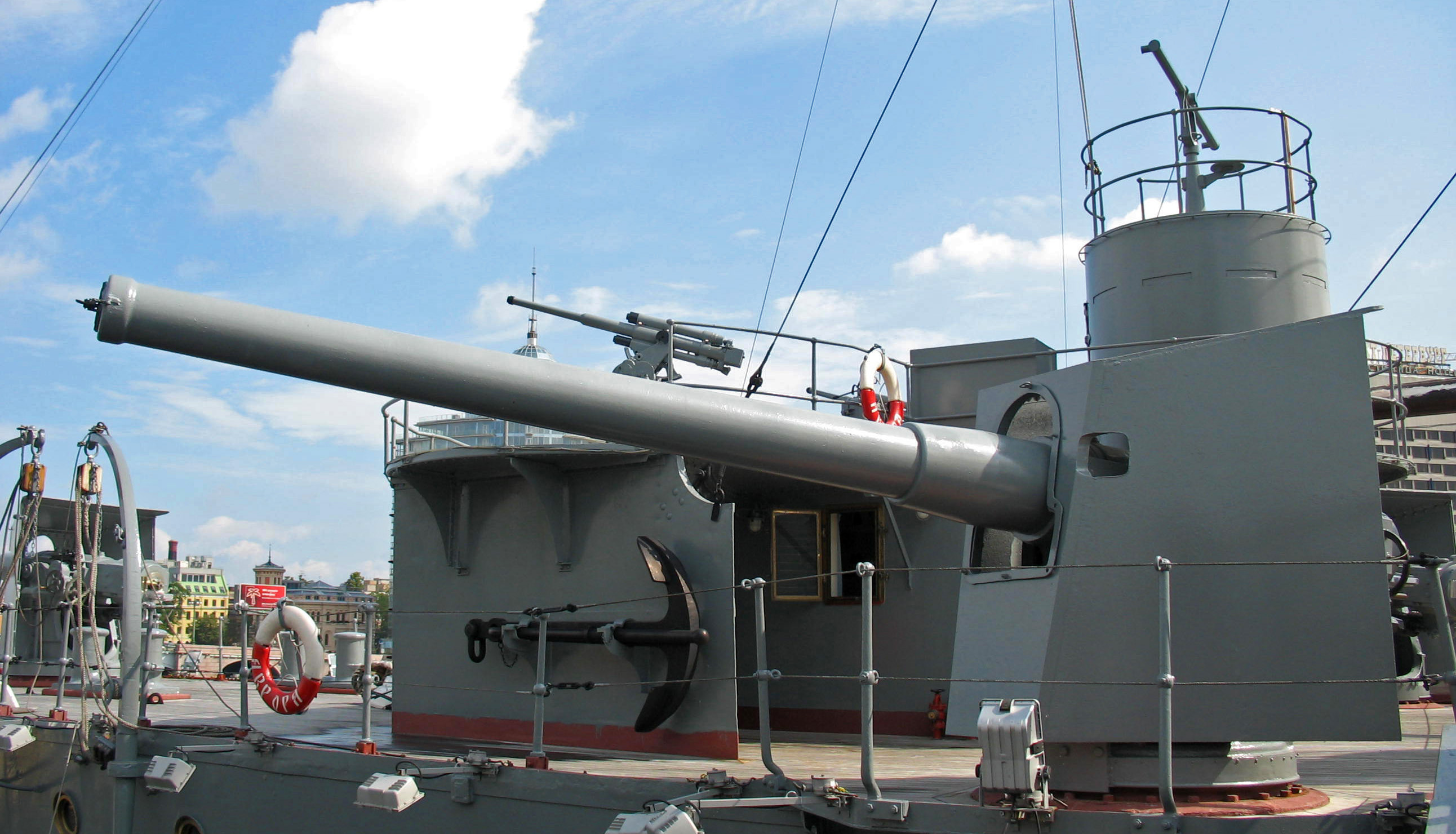
152mm kanón se štítem, v pozadí 76mm protiletadlový kanón. Tubus v pravém horním rohu je dálkoměr.

Aurora byla bojově nasazena také v první světové válce, přičemž operovala v Baltském moři. Dne 7. listopadu 1917 na Leninův rozkaz vystřelil křižník Aurora salvu slepých nábojů jako signál pro dělostřelecký pluk, který zahájil útok na Zimní palác. Byla tak zahájena Říjnová revoluce. Od roku 1922 křižník sloužil jako výcviková loď.
V průběhu druhé světové války byly lodní zbraně demontovány a použity k pozemní obraně Leningradu (Petrohradu), loď samotná byla zakotvena v přístavu Oranienbaum, poškozena bombardováním a potopena. Po válce byl křižník v letech 1945–1947 opraven a natrvalo zakotvil na řece Něvě v Leningradu jako symbol Říjnové revoluce. Byl používán k výcviku a v roce 1957 se stal muzeem.
V lednu 2013 oznámil ministr obrany Ruské federace generál Sergej Šojgu rozhodnutí o celkové renovaci lodi. Dne 21. září 2014 byla Aurora odtažena do opravárenského doku Kronštadtských loděnic Ministerstva obrany Ruské federace. Loď, která slouží jako muzeum, byla po opravách vrácena na své původní stanoviště v Petrohradu v sobotu 16. července 2016. V průběhu oprav byl zrenovován trup křižníku a na lodi bylo instalováno moderní protipožární zařízení a 52 bezpečnostních kamer.

## Uživatelé
- Ruské carské námořnictvo
- Sovětské námořnictvo

## Zajímavost
Aurora byla vybavena elektrickými měřidly firmy Erich Roučka (od roku 1945 Metra Blansko).